# Acrapex cramboides
Acrapex cramboides là một loài bướm đêm trong họ Noctuidae.